# Riola
Riola település Spanyolországban, Valencia tartományban. Riola Corbera, Fortaleny, Polinyà de Xúquer és Sueca községekkel határos. Lakosainak száma 1770 fő (2024).

## Népesség
A település népessége az utóbbi években az alábbiak szerint változott:
| Lakosok száma | 1609 | 1706 | 1824 | 1829 | 1876 | 1835 | 1785 | 1759 | 1793 | 1770 |
|               | 2001 | 2004 | 2007 | 2009 | 2012 | 2014 | 2017 | 2019 | 2022 | 2024 |